# بروین هایتس (مریلند)
بروین هایتس (به انگلیسی: Berwyn Heights) شهری در ایالت مریلند کشور ایالات متحده آمریکا است که جمعیت آن در سرشماری سال ۲۰۱۰ میلادی، ۳٬۱۲۳ نفر بوده‌است.